# فریدلسهایم
فریدلسهایم (به فرانسوی: Friedolsheim) یک کمون در فرانسه با جمعیت ۲۳۶ نفر است که در Canton of Hochfelden واقع شده‌است.